# Coenotephria apiciata
Coenotephria apiciata är en fjärilsart som beskrevs av Otto Staudinger 1892. Coenotephria apiciata ingår i släktet Coenotephria och familjen mätare. Inga underarter finns listade i Catalogue of Life.